# Roger Maes
Roger Maes (Gand, 4 luglio 1943 – Gand, 13 marzo 2021) è stato un pallavolista belga.

## Biografia
Con la sua nazionale disputò le Olimpiadi estive del 1968 e quattro campionati mondiali. Fu per quattro volte proclamato miglior pallavolista nel suo Paese (1971, 1972, 1974, 1979). Dopo il ritiro divenne pompiere.
Maes è morto nel marzo del 2021 all'età di 77 anni, per complicazioni da COVID-19.